# NGC 3985
NGC 3985 is een balkspiraalstelsel in het sterrenbeeld Grote Beer. Het hemelobject werd op 5 februari 1788 ontdekt door de Duits-Britse astronoom William Herschel.

## Synoniemen
- UGC 6921
- IRAS 11541+4836
- MCG 8-22-45
- ARAK 334
- ZWG 243.31
- KCPG 310B
- PGC 37542